# Estadio Vinh
El Estadio de Vinh es un estadio multiusos ubicado en la ciudad de Vinh provincia de Nghệ An, en Vietnam, se usa principalmente para la práctica del fútbol y de atletismo. El estadio inaugurado en 2001 tiene una capacidad para 18 000 personas. El club Sông Lam Nghệ An de la V-League disputa aquí sus partidos.
El estadio albergó la final de la Copa de Vietnam en 2004, y las ediciones de 2002 y 2011 de la Supercopa de Vietnam.